# Porc royal
Pour plus de détails, voir Fiche technique et Distribution.
Porc royal (A Private Function) est un film britannique de Malcolm Mowbray (en), sorti sur les écrans en 1984.

## Synopsis
Dans un petit village du Yorkshire en 1947, les temps sont durs pour ses habitants.
Les tickets de rationnement restent en vigueur et le précieux bacon se fait rare. Aussi la nouvelle du mariage de la princesse Élisabeth avec Philip Mountbatten fait-elle l'effet d'une bouffée d'oxygène. Un grand banquet est organisé pour fêter l'événement. Mais le porc engraissé clandestinement pour ces agapes disparaît.
L’animal a été volé par Gilbert Chilvers, encouragé par sa femme Joyce. Par ailleurs, un inspecteur est déterminé à stopper les activités délictueuses visant à contourner le rationnement.

## Fiche technique
- Titre français : Porc royal
- Titre original : A Private Function
- Réalisateur : Malcolm Mowbray
- Scénario : Alan Bennett et Malcolm Mowbray
- Photographie : Tony Pierce-Roberts
- Musique : John Du Prez
- Montage : Barrie Vince
- Décors : Stuart Walker
- Costumes : Phyllis Dalton
- Pays d'origine : Royaume-Uni
- Durée : 93 minutes
- Dates de sortie en salles : 
  - Royaume-Uni  : novembre 1984
  - États-Unis : 11 mars 1985
  - France : 2 octobre 1985

## Distribution
- Michael Palin (VF : Jean-Pierre Leroux) : Gilbert Chilvers
- Maggie Smith (VF : Jacqueline Porel) : Joyce Chilvers
- Denholm Elliott : Docteur Swaby
- Richard Griffiths : Allardyce
- John Normington : Lockwood
- Tony Haygarth : Sutchiff
- Bill Paterson : Wornold
- Liz Smith : la mère
- Alison Steadman : Mme Allardyce
- Jim Carter : l'inspecteur Noble
- Pete Postlethwaite : Nuttal

## Distinctions
- British Academy Film Awards 1985 : 
  - Meilleure actrice pour Maggie Smith
  - Meilleur acteur dans un second rôle pour Denholm Elliott
  - Meilleure actrice dans un second rôle pour Liz Smith